# Violaine Prince
Pour les articles homonymes, voir Prince.
 (janvier 2025).
Violaine Prince, née le 2 janvier 1958 à Beyrouth, est une compositrice franco-libanaise de musique contemporaine sacrée et profane, et enseignante-chercheuse en traitement automatique des langues à l'université de Montpellier.

## Biographie
Elle est franco-libanaise,. Née à Beyrouth, fille de Moussa Prince, avocat à la Cour et criminologue , et de Marie-Ange Abou-Saleh, professeur à l'Université libanaise (directrice de l'Institut des Sciences Sociales section 2, à la fin des années 1970) Violaine Prince quitte la ville en 1976 pendant un moment de trêve de la guerre au Liban (1975) pour étudier les mathématiques à l'Université Montpellier 2. Les nécessités de la vie l'ont ensuite menée aussi bien vers l'informatique que plus tard, vers les humanités. L'informatique incarne l'expression de son inclination pour la logique et pour l'algèbre et son domaine de recherche, le traitement automatique du langage, représente l'alliance entre la rigueur de la discipline et la complexité foisonnante du matériau humain. Ses compétences en informatique, d'après Google scholar, DBLP et ResearchGate sont dans les domaines suivants : traitement automatique du Langage, Intelligence Artificielle, fouille de données, analyse de données (spécialement des données textuelles).

## Formation et carrière
Violaine Prince est professeur de l'Université Montpellier 2.
Elle obtient son doctorat en 1986 à l'Université Paris Diderot et son habilitation à diriger les recherches à l'Université Paris-Sud en 1992. Elle occupe, entre autres, les postes de direction du département d'informatique de la faculté des sciences à Montpellier (2003-2006), de présidence du Conseil National des Universités en section Informatique (1999), de direction du département informatique du LIRMM (Laboratoire d’Informatique, de Robotique et de Microélectronique de Montpellier) jusqu'en 2012 , tout en y ayant dirigé l'équipe de recherche en traitement automatique du langage, l'équipe TEXTE, pendant près de 10 ans. 
Elle a publié plus de 70 articles, écrit 10 livres de recherche ou pédagogiques sur les systèmes d'information, les langages informatiques et le Traitement Automatique du Langage Naturel (TALN) notamment dans le traitement des bases de données textuelles francophones. Elle fonde et organise plusieurs conférences et comités de lecture parmi lesquelles TALN & RECITAL 2011 ainsi que le Défi Fouille de Textes (DEFT) avec Yves Kodratoff, Jérôme Azé et Mathieu Roche.

## Musique
Élève du conservatoire libanais de Beyrouth, Violaine Prince joue et compose depuis l'enfance. Elle s'interrompt néanmoins durant plusieurs décennies pour se consacrer à sa carrière de professeur des universités, avant de revenir à la musique en 2009[réf. souhaitée][réf. souhaitée]. Ses inspirations principales sont Bach, Beethoven et Brahms, le baroque, et les compositeurs russes de Rachmaninov à Tchaïkovski.
Ses compositions attirent alors des interprètes de renom tels que Guillemette Laurens et Nathalie Nicaud, et ses œuvres vocales et instrumentales sont créées lors de plusieurs festivals à travers le sud de la France. Une de ses œuvres est donnée le 6 décembre 2011 à l'UNESCO lors d'un concert organisé par la Délégation permanente du Liban, par Samar Salamé et Georges Daccache, Christine Marchais et Marc Sieffert.
Le 24 juin 2012, le concert Arabesques et Psaumes consacré à sa musique est donné à l'église Notre-Dame du Liban à Paris. En octobre 2012, elle reçoit avec d'autres compositeurs libanais un prix à l'ouverture du Centre du patrimoine musical libanais. En novembre 2013, son Requiem est joué pour la première fois par le chœur symphonique de Montpellier. D'autres concerts, dont un nouveau à l'Unesco en 2017, ont ensuite suivi ces premières manifestations. Ses compositions sont visibles sur son site web, www.violaineprince.org ses partitions sont gratuitement mises à la disposition du public. 
Elle a rédigé plusieurs ouvrages de poésie,.

## Littérature et Science

### Ouvrages scientifiques
- V. Prince, Le système Unix : utilisation des commandes, Paris, Editests, 1983
- J-L. Fourtanier, V. Prince, Le langage C, Paris, Editests, 1984
- M-C Heydeman, V. Prince et al. (Nom collectif : ACSIOME), La modélisation dans les systèmes d'information, avec exercices corrigés, Paris, Editions Masson, 1989
- V. Prince, Vers Une Informatique Cognitive dans les Organisations : le rôle Central du Langage. Paris, Éditions Masson, 1996
- (en) V. Prince, M. Roche, Information Retrieval in Biomedicine: Natural Language Processing for Knowledge Integration, IGI Global, 2009

### Parmi les Publications Scientifiques
Quelques articles représentatifs parmi les 92 publications actuellement recensées.
- Violaine Prince:Interpreting Common Words in Context: a Symbolic Approach. ECAI 1994: 545-549(1992)
- Violaine Prince, Didier Pernel:Several knowledge models and a blackboard memory for human-machine robust dialogues. Nat. Lang. Eng. 1(2): 113-145 (1995)
- Violaine Prince:An Intelligent Lexicon for Contextual Word Sense Discrimination. Appl. Intell. 7(2): 125-146 (1997)
- Violaine Prince, Mathieu Lafourcade:Mixing semantic networks and conceptual vectors application to hyperonymy. IEEE Trans. Syst. Man Cybern. Syst. 36(2): 152-160 (2006)
- Mehdi Yousfi Monod, Violaine Prince:Compression de phrases par élagage de leur arbre morpho-syntaxique. Une première application sur les phrases narratives. Tech. Sci. Informatiques 25(4): 437-468 (2006)
- Mehdi Yousfi Monod, Violaine Prince:Knowledge Acquisition Modeling Through Dialogue Between Cognitive Agents. Int. J. Intell. Inf. Technol. 3(1): 60-78 (2007)
- Catherine Colin, Violaine Prince :Modalités de dépistage radiologique devant un risque familial identifié de cancer du sein. Imagerie de la Femme. Elsevier. https://doi.org/10.1016/S1776-9817(07)92168-9 (2007)
- Alexandre Labadié, Violaine Prince:Intended boundaries detection in topic change tracking for text segmentation. Int. J. Speech Technol. 11(3-4): 167 (2008)
- Mathieu Roche, Violaine Prince:Managing the Acronym/Expansion Identification Process for Text-Mining Applications. Int. J. Softw. Informatics 2(2): 163-179 (2008)
- Mathieu Roche, Violaine Prince:A Web-Mining Approach to Disambiguate Biomedical Acronym Expansions. Informatica (Slovenia) 34(2): 243-253 (2010)
- Catherine Colin, Violaine Prince, Pierre-Jean Valette :Can mammographic assessments lead to consider density as a risk factor for breast cancer? European Journal of Radiology 89(3) : 404-411 https://doi.org/10.1016/j.ejrad.2010.01.001 (2013)

### Œuvre poétique et théâtrale
- V. Prince, Les Marches du désert, Paris, Éditions La Bruyère, 1983
- V. Prince, Le Siège de Tyr, Paris, Éditions La Bruyère, 1984
- V. Prince, En pays d'ombre, Paris, Les Blés d'or, 2001. Encres d'Alain Tasso.

### Essais
- V. Prince et M. Prince, Jad Hatem poète des éléments et de leur au-delà, Revues des lettres et de leur traduction N°6, 2000.

### Discographie
Des compositions de Violaine Prince figurent sur les disques suivants :
- A. Zvetoslavsky, A. M. Regnault, Violaine Prince : Œuvres choisies pour piano et violon, Passavant Music.
- C. Marchais, M. Sieffert, La Sève du Cèdre, Marcal Classics[13].
- Roula Safar, Racines sacrées, Éditions Hortus[14].
- Fadia Tomb El Hage, 'MASĀRĀT: Fadia Tomb El-Hage sings Lebanese Authors and Composers' with FRAGMENTS Ensemble. ℗ 2020 paladino media gmbh

### Critiques sur l'auteur
- Ramy Zein, Violaine Prince in Dictionnaire de la Littérature Libanaise de Langue Française, Paris, L'Harmattan, 2000.
- Camille Aboussouan (préface) in Les Marches du désert, Paris, Éditions La Bruyère, 1983.